# Jean-Kévin Duverne
Jean-Kévin Duverne (ur. 12 lipca 1997 w Paryżu) – francuski piłkarz występujący na pozycji środkowego obrońcy we francuskim klubie Stade Brestois 29.

## Kariera klubowa

### RC Lens
W 2010 roku dołączył do akademii RC Lens. W 2016 roku podpisał profesjonalny kontrakt z klubem i został przesunięty do pierwszej drużyny. Zadebiutował 5 sierpnia 2016 w meczu Ligue 2 przeciwko Tours FC (2:2). Pierwszą bramkę zdobył 2 czerwca 2019 w meczu barażowym o grę w Ligue 1 przeciwko Dijon FCO (3:1). 22 czerwca 2017, pomimo zainteresowania transferem ze strony Lille OSC, podpisał z zespołem nowy kontrakt ważny do 2019 roku.

### Stade Brestois 29
2 września 2019 podpisał kontrakt z klubem Stade Brestois 29. Zadebiutował 19 października 2019 w meczu Ligue 1 przeciwko Angers SCO (0:1). Pierwszą bramkę zdobył 21 listopada 2020 w meczu ligowym przeciwko AS Saint-Étienne (4:1).

## Statystyki
(aktualne na dzień 29 czerwca 2021)
| Klub               | Sezon              | Liga               | Liga  | Liga   | Puchar kraju | Puchar kraju | Puchar ligi | Puchar ligi | Inne  | Inne   | Suma  | Suma   |
| Klub               | Sezon              | Liga               | Mecze | Bramki | Mecze        | Bramki       | Mecze       | Bramki      | Mecze | Bramki | Mecze | Bramki |
| ------------------ | ------------------ | ------------------ | ----- | ------ | ------------ | ------------ | ----------- | ----------- | ----- | ------ | ----- | ------ |
| RC Lens            | 2016/17            | Ligue 2            | 37    | 0      | 2            | 0            | 1           | 0           | –     | –      | 40    | 0      |
| RC Lens            | 2017/18            | Ligue 2            | 36    | 0      | 6            | 0            | 1           | 0           | –     | –      | 43    | 0      |
| RC Lens            | 2018/19            | Ligue 2            | 16    | 0      | 0            | 0            | 0           | 0           | 2     | 1      | 18    | 1      |
| RC Lens            | Ogólnie            | Ogólnie            | 89    | 0      | 8            | 0            | 2           | 0           | 2     | 1      | 101   | 1      |
| Stade Brestois 29  | 2019/20            | Ligue 1            | 14    | 0      | 1            | 0            | 1           | 0           | –     | –      | 16    | 0      |
| Stade Brestois 29  | 2020/21            | Ligue 1            | 27    | 1      | 2            | 0            | –           | –           | –     | –      | 29    | 1      |
| Stade Brestois 29  | Ogólnie            | Ogólnie            | 41    | 1      | 3            | 0            | 1           | 0           | 0     | 0      | 45    | 1      |
| Ogólnie w karierze | Ogólnie w karierze | Ogólnie w karierze | 130   | 1      | 11           | 0            | 3           | 0           | 2     | 1      | 146   | 2      |